# Francisco de Quintana
Francisco de Quintana (Madrid, 7 de marzo de 1599-íd., 25 de enero de 1658) fue un escritor y sacerdote español.

## Biografía
Nació en Madrid hijo de don Francisco de Quintana y doña Clara de las Cuevas. Estudió teología en la Universidad de Alcalá de Henares entre los años 1616 y 1622, donde coincidió con Juan Pérez de Montalbán, se doctoró en Teología y se ordenó sacerdote. En 1625 ingresó en la Venerable Congregación de Sacerdotes Naturales de Madrid. Según sus coetáneos, Quintana fue un gran teólogo y uno de los mejores predicadores de su tiempo. Su primera aparición como poeta fue en las justas poéticas que se celebraron en la iglesia de San Andrés en Madrid en el año 1620 por la beatificación de su patrón San Isidro. Dos años más tarde, en junio de 1622, vuelve a concurrir en otras dos justas celebradas en Madrid con motivo de la canonización de su patrón y otros cuatro santos: san Ignacio de Loyola, san Francisco Javier, santa Teresa de Jesús y san Felipe Neri. Publicó después sus dos únicas novelas, Experiencias de amor y fortuna (1626) y la Historia de Hipólito y Aminta (1627), ambas de estructura bizantina con interpolación de relatos cortesanos. Los liminares de ambas novelas, que tuvieron cierto éxito, permiten averiguar cuáles eran sus amigos en el ámbito literario: Lope de Vega, Juan Pérez de Montalbán, León y Tapia y María de Zayas. Se sabe además que mantuvo relaciones con otros miembros de la Academia Mantuana: Alonso de Castillo Solórzano, José de Valdivieso o Juan de Piña, por ejemplo. 
Sucedió a su tío Jerónimo como rector del Hospital de la Latina hacia 1639. Según cuenta Pérez de Montalbán en su Para todos, a comienzos de la tercera década del seiscientos Quintana se halla en la redacción de dos obras: Epítome de una historia de España y República imaginada, “trabajos todos de gran peso, como puede seguramente creerse de su mucha erudición y continuos estudios”. Ninguna de estas obras se ha conservado. Compuso también un romance religioso “Apresurado el aliento” para la compilación poética titulada Avisos para la muerte formado por cuarenta coplas arromanzadas. También escribió en las honras fúnebres de Lope y Montalbán y el prólogo a las comedias del segundo. En el decenio siguiente, el reconocimiento de Quintana como escritor, teólogo y predicador es general y absoluto. Sus últimas aportaciones son la aprobación de La garduña de Sevilla (1642) de Castillo Solórzano y el sermón Del premio eterno de los justos en la gloria, publicado en 1645 en una colección de sermones varios.

## Obras
- Avisos para la muerte, recogidos y publicados por don Luis Remírez de Arellano, Madrid, por la viuda de Alonso Martín, a costa de Alonso Pérez, 1634.
- Colección de las obras sueltas assí en prosa como en verso de D. Frey Lope Félix de Vega Carpio, Madrid, Imprenta de Antonio Sancha, 1776, tomo I-XXI.
- En las Honras de Lope Félix de Vega Carpio "Sermón fúnebre", Madrid, Imprenta del Reino, 1635.
- Escuela de discursos formada de sermones varios escritos por diferentes autores maestros grandes de la predicación… Alcalá, en la imprenta de María Fernández, a costa de Juan Antonio Bonet, 1645.
- Experiencias de amor y fortuna, Madrid, por la viuda de Alonso Martín, 1626. Hay ed. moderna de Andrea Bresadola, Sevilla, UNIA, 2012.
- Historia de Hipólito y Aminta, Madrid, por la viuda de Luis Sánchez, 1627.
- Justa poética y alabanzas justas que hizo la insigne villa de Madrid al bienaventurado San Isidro en las Fiestas de su Beatificación, recopiladas por Lope de Vega Carpio, Madrid, Viuda de Alonso Martín, 1620.
- Lágrimas panegíricas a la temprana muerte del gran poeta y teólogo insigne doctor Juan Pérez de Montalbán, a cargo de Pedro Grande de Tena, Madrid, Imprenta del Reino, 1639.
- Oración panegírica o sermón fúnebre: honores extremos del doctor Juan Pérez de Montalbán, 1639?
- Relación de las fiestas que la insigne villa de Madrid hizo en la canonización de su bienaventurado hijo y patrón San Isidro…, por Lope de Vega Carpio, Madrid, viuda de Alonso Martín, 1622.
- Relación de las fiestas que ha hecho el colegio imperial de la Compañía de Jesús de Madrid en la canonización de San Ignacio de Loyola y San Francisco Xavier por Don Fernando Monforte y Herrera, Madrid, por Luis Sánchez, 1622.